# Manolescus Memoiren
Manolescus Memoiren er en tysk stumfilm fra 1920 af Richard Oswald.

## Medvirkende
- Conrad Veidt som Manolescu
- Erna Morena som Diane von Montignan
- Lilli Lohrer som Leonie
- Hedda Vernon som Cäcilie
- Hermann Wlach som Rudolf Berg
- Alfred Kuehne
- Clementine Plessner som Manolescu
- Kathe Oswald som Inge
- Rudolf Forster som Alfons
- Adele Sandrock som Anastasia Worutzky
- Robert Scholtz som Geheimpolizist Schröder
- Preben J. Rist